# Okinawa de suki ni natta ko ga hōgen sugite tsura sugiru
Okinawa de suki ni natta ko ga hōgen sugite tsura sugiru (沖縄で好きになった子が方言すぎてツラすぎる) est un manga écrit et illustré par Egumi Sora. La série est publiée depuis janvier 2020 par la plateforme de lecture en ligne Kurage Bunch de l'éditeur Shinchosha. 
Une adaptation en anime, produite par le studio Millepensee, est diffusée de janvier au mars 2025 sur Crunchyroll sous le titre Okitsura: Fell in Love with an Okinawan Girl, but I Just Wish I Knew What She's Saying.

## Synopsis
Un étudiant de Tokyo du nom de Teru a été transféré à Okinawa. Il tombe amoureux d'une fille de son école nommée Hina, mais ne comprend pas son dialecte d'Okinawa (ja). Une autre camarade de sa classe, Kana, l'aide en servant d'interprète même si en secret elle a un petit faible pour Teru.

## Personnages
Teruaki Nakamura (中村 照秋, Nakamura Teruaki)
Voix japonaise : Takeo Ōtsuka
Hina Kyan (喜屋武 飛夏, Kyan Hina)
Voix japonaise : Akari Kitō (ja)
Kana Higa (比嘉 夏菜, Higa Kana)
Voix japonaise : Fairouz Ai
Yae Agena (安慶名八重, Agena Yae)
Voix japonaise : Shino Shimoji (ja)
Tensuke Uema (上間 天介, Uema Tensuke)
Voix japonaise : Shugo Nakamura (ja)
Isao Shimoji (下地 勲, Shimoji Isao)
Voix japonaise : Kentarō Kumagai (ja)
Oki Memo Shisha (沖メモシーサー)
Voix japonaise : Etsuko Kozakura (ja)
Tetsu Higa (比嘉 鉄, Higa Tetsu)
Voix japonaise : Yamato Kinjo (ja)
Suzu Higa (比嘉 すず, Higa Suzu)
Voix japonaise : Miyuri Shimabukuro (ja)
Naoya Higa (比嘉 なおや, Higa Naoya)
Voix japonaise : Risa Tsumugi (ja)
Sachiko Kyan (喜屋武 幸子, Kyan Sachiko)
Voix japonaise : Yūko Gibu (ja)

## Manga
Okinawa de suki ni natta ko ga hōgen sugite tsura sugiru a été écrit et illustré par Egumi Sora et publié en feuilleton dans le magazine en ligne Kurage Bunch de Shinchōsha à partir du 10 janvier 2020. Le premier volume format tankōbon est sorti le 9 janvier 2020 par l'éditeur Shinchōsha. Au 9 mai 2025, dix volumes ont été rassemblés.

### Liste des volumes
| 1  | 9 juillet 2020 | 978-4-10-772296-6 |  |  |
| 2  | 9 février 2021 | 978-4-10-772359-8 |  |  |
| 3  | 6 août 2021    | 978-4-10-772410-6 |  |  |
| 4  | 8 janvier 2022 | 978-4-10-772460-1 |  |  |
| 5  | 9 juin 2022    | 978-4-10-772506-6 |  |  |
| 6  | 7 janvier 2023 | 978-4-10-772559-2 |  |  |
| 7  | 7 juillet 2023 | 978-4-10-772617-9 |  |  |
| 8  | 8 février 2024 | 978-4-10-772682-7 |  |  |
| 9  | 8 janvier 2025 | 978-4-10-772784-8 |  |  |
| 10 | 9 mai 2025     | 978-4-10-772829-6 |  |  |

## Anime
L'adaptation en anime est annoncée le 3 juillet 2023,. Elle est réalisée au sein du studio Millepensee par Shingo Tanabe, sur un scénario de Shin Itagaki, un character design de Tomohiro Yoshid, et des compositions de Tomohisa Ishikawa, Yoshimi Katayama, et Ayano Kinjō. Hodaka Fukumura servant de coach en dialecte, et une narration par Tarusuke Shingaki (ja). La série est diffusée à partir du 5 janvier et se termine le 23 mars 2025 sur Tokyo MX et d'autre chaînes,. La série est diffusée sur la plateforme Crunchyroll sous le titre Okitsura: Fell in Love with an Okinawan Girl, but I Just Wish I Knew What She's Saying.
La diffusion est précédée, le 16 décembre 2024 sur ABEMA, d'un programme spécial d'une heure, animé par les trois acteurs principaux.
Le générique de début est Dai Dai Daisuki (大大大好き), interprété par le groupe de rock HD d'Okinawa tandis que chaque épisode a un générique de fin avec  une chanson de fin différente qui sont des reprises liées à Okinawa, toutes interprétées par Akari Kitō (ja) et Fairouz Ai dans le rôle de leurs personnages respectifs Hina et Kana.

### Liste des épisodes
| No | Titre français                                          | Titre japonais                          | Titre japonais                   | Date de 1re diffusion |
| No | Titre français                                          | Kanji                                   | Rōmaji                           | Date de 1re diffusion |
| -- | ------------------------------------------------------- | --------------------------------------- | -------------------------------- | --------------------- |
| 1  | La fille que j'aime parle okinawaïen                    | 好きな人はうちなーぐち                  | Suki na hito wa uchinā-guchi     | 5 janvier 2025        |
| 2  | Fête sur la plage pour briser la glace ?                | ビーチパーティで親睦会！？              | Bīchipāti de shinboku-kai!?      | 12 janvier 2025       |
| 3  | Shîsâ et eisâ                                           | シーサーとエイサー                      | Shīsā to Eisā                    | 19 janvier 2025       |
| 4  | Sifflons face à la beauté de la mer !                   | 指笛鳴らそう美ら海ちゅらうみで！        | Yubifue narasou churaumi de!     | 26 janvier 2025       |
| 5  | Méprise sur les chemises kariyushi !                    | 勘違いでかりゆしウェア！                | Kanchigai de kariyushiu~ea!      | 2 février 2025        |
| 6  | On veut crier que ce sont des nouilles soba d'Okinawa ! | 沖縄そばって叫びたい！                  | Okinawa soba-tte sakebitai!      | 9 février 2025        |
| 7  | Serpents habu et mangoustes                             | ハブとマングース                        | Habu to mangūsu                  | 16 février 2025       |
| 8  | Transportés par la musique du Yui Rail                  | 音楽を乗せてゆいレール！                | Ongaku o nosete yui rēru!        | 23 février 2025       |
| 9  | Trop fort, le chat d'Iriomote !                         | すごいぞ！イリオモテヤマネコ            | Sugoizo! Iriomote-yamaneko!      | 2 mars 2025           |
| 10 | Le yârû est en fait...                                  | ヤールーの正体とは......！？            | Yārū no shōtai to wa......!?     | 9 mars 2025           |
| 11 | « Margôse » ou « margose » ?                            | ゴーヤ？ゴーヤー？                      | Gōya? Gōyā?                      | 16 mars 2025          |
| 12 | D'ce moment, on se retrouvera !                         | あんしぇーまたやー （それじゃあまたね） | Anshiē mata yā (Sore jā mata ne) | 23 mars 2025          |

## Webradio
Une émission bi-mensuelle, intitulée Okitsu Radio (沖ツラジオ 〜沖縄を好きになった子が方言を学びつつラジオする〜, Okitsu rajio 〜 Okinawa o suki ni natta ko ga hōgen o manabitsutsu rajio suru 〜)  est diffusée en podcast depuis le 10 janvier 2025. Animée par Hina (Akari Kitō), elle revient sur les derniers épisodes de l'animé et les charmes du dialecte d'Okinawa, en compagnie d'un invité.
| no | Date de diffusion | Invité                                 |
| -- | ----------------- | -------------------------------------- |
| 1  | 10 janvier 2025   | Takeo Ōtsuka (voix de Teru)            |
| 2  | 24 janvier 2025   | Shino Shimoji (voix de Yae Agena)      |
| 3  | 7 février 2025    | Shugo Nakamura (voix de Tensuke Uema)  |
| 4  | 21 février 2025   | Risa Tsumugi (voix de Naoya Higa)      |
| 5  | 7 mars 2025       | Miyuri Shimabukuro (voix de Suzu Higa) |
| 6  | 21 mars 2025      | Kentarō Kumagai (voix d'Isao Shimoji)  |

### Œuvres
Édition japonaise
1. 1 2 3  (ja) « 沖縄で好きになった子が方言すぎてツラすぎる　1巻 », sur Shinchosha (consulté le 29 janvier 2025)
2. 1 2  (ja) « 沖縄で好きになった子が方言すぎてツラすぎる　2巻 », sur Shinchosha (consulté le 29 janvier 2025)
3. 1 2  (ja) « 沖縄で好きになった子が方言すぎてツラすぎる　3巻 », sur Shinchosha (consulté le 29 janvier 2025)
4. 1 2  (ja) « 沖縄で好きになった子が方言すぎてツラすぎる　4巻 », sur Shinchosha (consulté le 29 janvier 2025)
5. 1 2  (ja) « 沖縄で好きになった子が方言すぎてツラすぎる　5巻 », sur Shinchosha (consulté le 29 janvier 2025)
6. 1 2  (ja) « 沖縄で好きになった子が方言すぎてツラすぎる　6巻 », sur Shinchosha (consulté le 29 janvier 2025)
7. 1 2  (ja) « 沖縄で好きになった子が方言すぎてツラすぎる　7巻 », sur Shinchosha (consulté le 29 janvier 2025)
8. 1 2  (ja) « 沖縄で好きになった子が方言すぎてツラすぎる　8巻 », sur Shinchosha (consulté le 29 janvier 2025)
9. 1 2  (ja) « 沖縄で好きになった子が方言すぎてツラすぎる　9巻 », sur Shinchosha (consulté le 29 janvier 2025)
10. 1 2  (ja) « 沖縄で好きになった子が方言すぎてツラすぎる　10巻 », sur Shinchosha (consulté le 3 avril 2025)